# Шеньлун
Шеньлун (кит. трад.: 神龙空天飞机; піньїнь: Shén lóng kōng tiān fēi jī, Шеньлун кунтянь фейцзи, Космічний літак «Дракон»; в деяких джерелах називають Шеньлонг, невірно транскрибуючи з піньінь) — прототип китайського багаторазового космічного апарата, що розробляється в рамках проекту «921-3».

## Історія створення

модель планера Шеньлун, підвішена під крилом H-6K

Зображення аеродинамічних масштабних моделей, готових до запуску з-під фюзеляжу бомбардувальника H-6K, були вперше опубліковані в китайських ЗМІ 11 грудня 2007 року. Кодовою назвою проекту 863—706, китайська назва цього корабля була розшифрована як «Шеньлун», що значить Божественний Дракон китайською мовою. Ці зображення, можливо, отримані в кінці 2005 року, показують чорні панелі теплозахисту спускного апарата і загальні риси багаторазового апарата